# Snow Dome (Canada)
Lo Snow Dome è una montagna appartenente alle Montagne Rocciose Canadesi, localizzata al confine tra le province canadesi dell'Alberta e della Columbia Britannica, all'interno del Jasper National Park.
Ha un'altezza di 3.456 metri sul livello del mare. Le precipitazioni che cadono sulla sua sommità possono raggiungere due Oceani:
- l'Oceano Pacifico tramite il fiume Columbia;
- l'Oceano Atlantico tramite il fiume Athabasca o la Baia di Hudson tramite il fiume North Saskatchewan.